# Sistema Ferroviario Centro Occidental (Venezuela)

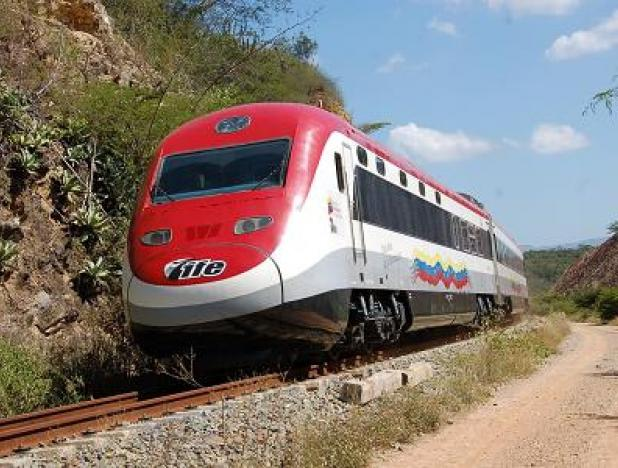
Ferrocarril circulando en el Sistema Ferroviario Centro-Occidental «Simón Bolívar», tramo Barquisimeto - Yaritagua.

El Sistema Ferroviario Centro-Occidental «Simón Bolívar», forma parte del Sistema Ferroviario Nacional de Venezuela y permite la conexión ferroviaria de la Región Centro-Occidental del país, la cual posee indudables ventajas comparativas, tanto a escala nacional como internacional, por las grandes potencialidades de producción agropecuaria, junto a un sistema de transporte ferroviario conectado al terminal marítimo de Puerto Cabello.

## Tramos
El Sistema Ferroviario Centro-Occidental «Simón Bolívar» se divide en 4 tramos: 

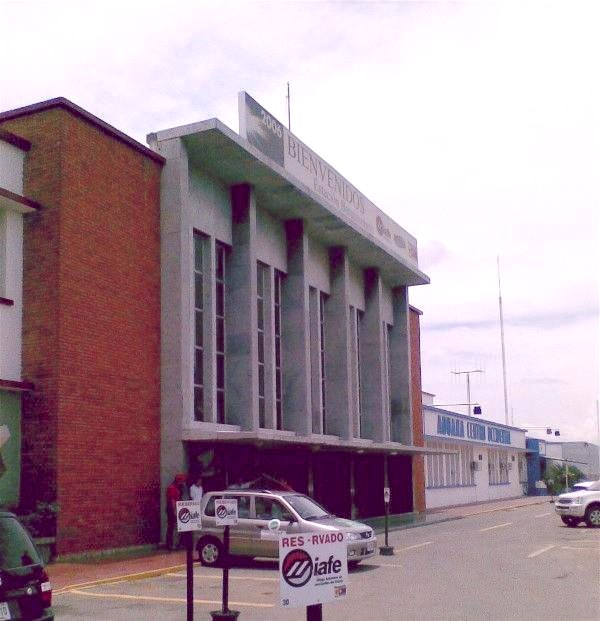
Estación Terminal de Barquisimeto.

### Tramo: Puerto Cabello - Barquisimeto

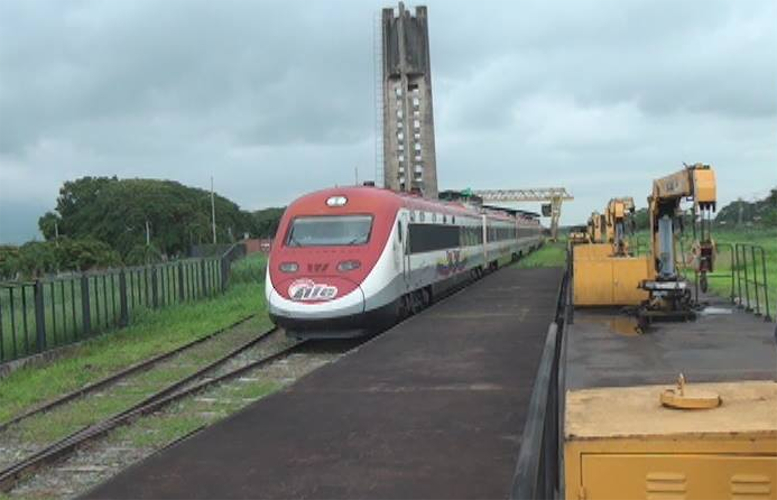
Ferrocarril entrando a la Estación Chivacoa.

Sus operaciones comerciales se habían suspendido en 1996, por lo que el tramo tuvo que entrar a un proceso de recuperación. Posee una longitud de 173 km. Actualmente, presta servicio comercial, tanto de pasajeros como de carga. 

#### Servicio de Pasajeros
| Estación       | Ubicación                  | Ubicación       | Notas                 |
| -------------- | -------------------------- | --------------- | --------------------- |
| Puerto Cabello | Municipio Puerto Cabello   | Estado Carabobo | En Rehabilitación     |
| Morón          | Municipio Mora             | Estado Carabobo | En Rehabilitación     |
| Urama          | Municipio Mora             | Estado Carabobo | En Rehabilitación     |
| San Felipe     | Capital del Estado Yaracuy | Estado Yaracuy  | En Rehabilitación     |
| Chivacoa       | Municipio Bruzual          | Estado Yaracuy  | En Servicio Comercial |
| Yaritagua      | Municipio Peña             | Estado Yaracuy  | En Servicio Comercial |
| Barquisimeto   | Capital del Estado Lara    | Estado Lara     | En Servicio Comercial |

#### Servicio de Carga

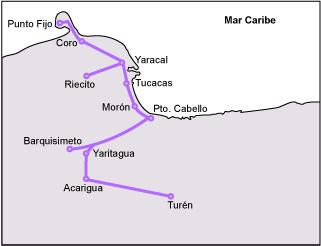
Sistema Ferroviario Centro-Occidental «Simón Bolívar».

| Estación                                           | Ubicación                                                 | Ubicación       | Notas                 |
| -------------------------------------------------- | --------------------------------------------------------- | --------------- | --------------------- |
| Puerto Cabello                                     | Interconectada con el Terminal Marítimo de Puerto Cabello | Estado Carabobo | En Servicio Comercial |
| Terminal Intermodal Puerto Seco «G/D Jacinto Lara» | Barquisimeto, Capital del Estado Lara                     | Estado Lara     | En Servicio Comercial |

### Tramo: Yaritagua - Acarigua - Turén
Debido a la competitividad entre los diferentes modos de transporte, así como las crecientes exigencias del mercado, en cuanto a mayor calidad del servicio y menores costos; se consideró de vital importancia rehabilitar este tramo (en operación desde 1985), el cual se ha venido degradando a través de los años, debido a la falta de mantenimiento, tanto de la vía férrea como del material rodante. Con la rehabilitación se busca ofrecer a los clientes un buen servicio de transporte, captando así mayores mercados y de esta manera obtener una buena rentabilidad operativa. Posee una longitud de 113 km. Actualmente, el tramo Yaritagua - Acarigua se encuentra en operación (solo de carga) y falta por concluir el sector Acarigua - Turén.
| Estación      | Ubicación       | Ubicación         | Notas             |
| ------------- | --------------- | ----------------- | ----------------- |
| Yaritagua     | Municipio Peña  | Estado Yaracuy    | En uso para carga |
| Acarigua      | Municipio Páez  | Estado Portuguesa | En uso para carga |
| Villa Bruzual | Municipio Turén | Estado Portuguesa | En Planificación  |

#### Servicio de Carga
| Estación                                            | Ubicación                                                 | Ubicación         | Notas                 |
| --------------------------------------------------- | --------------------------------------------------------- | ----------------- | --------------------- |
| Puerto Cabello                                      | Interconectada con el Terminal Marítimo de Puerto Cabello | Estado Carabobo   | En Servicio Comercial |
| Terminal Intermodal Puerto Seco «Batalla de Araure» | Municipio Páez                                            | Estado Portuguesa | En Servicio Comercial |

### Tramo: Morón - Tucacas - Yaracal - Riecito
Posee una longitud de 97 km. Actualmente en operación, permite transportar principalmente roca fosfática, desde Riecito hasta el complejo petroquímico de Morón.

### Tramo: Yaracal - Coro - Punto Fijo
Se espera que posea una longitud de 230 km. Este tramo facilitará el transporte de una parte importante de las cargas, entre la Península de Paraguaná y el Centro-Occidente del país, como consecuencia de las actividades resultantes de la industria petrolera y del comercio de exportación e importación. Además, el ferrocarril servirá de apoyo económico a las actividades turísticas, químicas y petroquímicas, papelera, minera, salinera, pecuaria y agrícola de la zona.